# Brüderfriedhof (Riga)

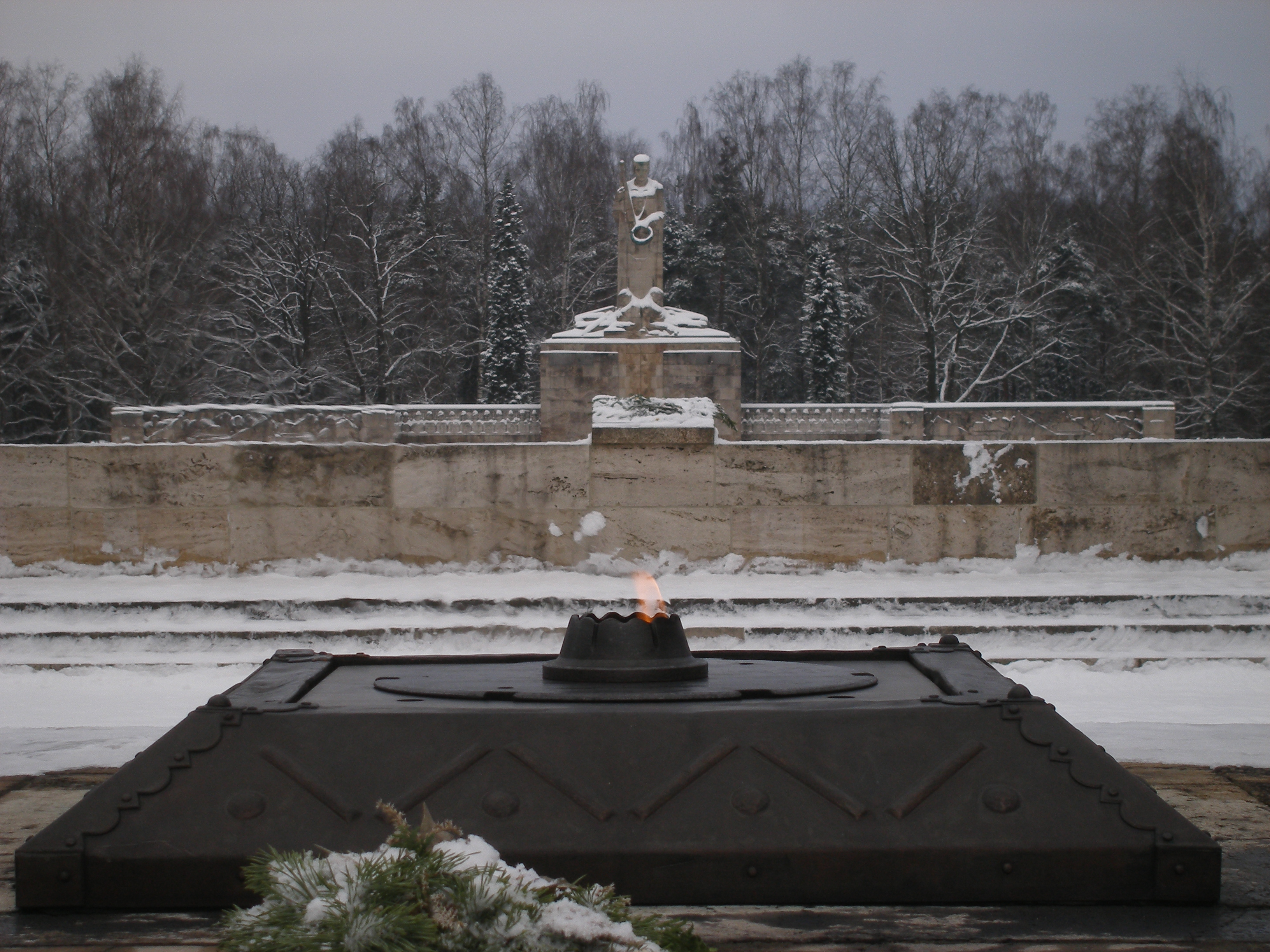
Ewige Flamme und Mutter mit den gefallenen Söhnen (2010)

Der Brüderfriedhof (lett. Brāļu kapi) in Lettlands Hauptstadt Riga ist ein Nationaldenkmal für die Gefallenen des Ersten Weltkriegs und des lettischen Unabhängigkeitskampfes.

## Lage und Bedeutung
Der Gedenkfriedhof ist zentraler Bestandteil einer größeren Waldfriedhofsanlage im Nordosten von Riga. Er ist den in den Jahren 1915–1920 für die lettische Unabhängigkeit gefallenen Kämpfern gewidmet.
Das Areal wurde wesentlich durch den Rigaer Gartendirektor Georg Kuphaldt und dessen Schüler Andrejs Zeidaks geprägt, der der Anlage den Charakter eines Parks gab. Die Grundsteinlegung zur Errichtung der Gedenkstätte auf dem Friedhofsgelände erfolgte am 18. November, dem Unabhängigkeitstag Lettlands, im Jahre 1924; die Ausgestaltung der Anlage und ihre Fertigstellung zogen sich jedoch bis zum 11. November 1936 hin.
Der Bildhauer Kārlis Zāle (1888–1942), der auch das Freiheitsdenkmal (Riga) schuf, gewann den Wettbewerb zur Gestaltung des Friedhofs. Bis auf die Verlegung der Hauptfigur, der Mutter mit den gefallenen Söhnen, vom Zentrum in den hinteren Abschluss des Geländes wurde der Entwurf Zāles weitgehend unverändert umgesetzt. 1942 fand Zāle hier seine letzte Ruhestätte.
An den Vorplatz grenzen der Waldfriedhof, der Rainis-Friedhof und Teile des Brüderfriedhofs. Dort führt das Eingangsportal in den Mahnmalsbereich für das Diesseits. Rechts und links der Hauptachse versinnbildlicht eine Lindenallee die Mütter, Schwestern, Bräute und Witwen der Gefallenen; die Linde symbolisiert in der lettischen Tradition das weibliche Prinzip. Die Allee führt zu einem erhöhten Hain von 100 Eichen, die eine Ehrenwache versinnbildlichen; die Eiche steht in der lettischen Folklore für das männliche Prinzip. In der Mitte des Ehrenhains brennt eine Ewige Flamme. An den Ehrenhain schließt das tieferliegende Jenseits an. Das zentrale Gräberfeld umfasst 315 Grabstellen von namentlich bekannten in der Zeit von 1915 bis 1920 für die Unabhängigkeit Lettlands Gefallenen sowie eine Grabstelle für 87 namenlose Kämpfer.
Von Figuren und Wänden aus Tuffstein umgeben, führt das Gräberfeld zur Abschlussmauer, der Lettland-Wand (lett. Latvijas siena). Den oberen Abschluss der Wand bilden Kämpferreliefs mit den Wappen von lettischen Orten, aus denen die Gefallenen stammen. Vor der Lettland-Wand befinden sich Skulpturen mit sich verneigenden historischen lettischen Kriegern aus den vier lettischen Regionen Kurland, Semgallen, Livland und Lettgallen. Den hinteren Abschluss des Memorials bildet die 10 m hohe Statue der Mutter mit den gefallenen Söhnen von Zāle auf einem 9 m hohen Sockel.
Aus dem zentralen Gräberfeld führen Durchgänge zur umgebenden Friedhofsfläche, die bereits seit 1915 zur Beerdigung von Gefallenen des Ersten Weltkriegs genutzt wurde. Im Jahre 1917 wurden hier die Soldaten bestattet, die wegen ihrer Weigerung, nach der Februarrevolution 1917 in der zaristischen Armee zu kämpfen, erschossen worden waren. Im Jahre 1919 wurden auch Rote Lettische Schützen begraben.
In der Zwischenkriegszeit wurden auf dem Brüderfriedhof lettische Offiziere beigesetzt. In der Lettischen Sozialistischen Sowjetrepublik wurden Gefallene und Partisanen des Zweiten Weltkriegs 1958 hier beerdigt. Bis 1989 wurden auf dem angrenzenden Friedhofsgelände durch die damalige Rigaer Stadtverwaltung Beerdigungen von Angehörigen der Kommunistischen Partei Lettlands veranlasst, was einen wachsenden Protest der Bevölkerung hervorrief.